# Hatanaka (Mondkrater)
Hatanaka ist ein Einschlagkrater auf der Mondrückseite.
Der Krater liegt zwischen dem östlich gelegenen größeren Krater Leucippus und dem westlich gelegenen noch größeren Krater Kovalevskaya.
Der Kratergrund hat keine nennenswerten Strukturen mit Ausnahme eines kleineren Einschlagkraters am Nordrand. Dort ist der Kraterrand ebenfalls von anderen Einschlägen überlagert.

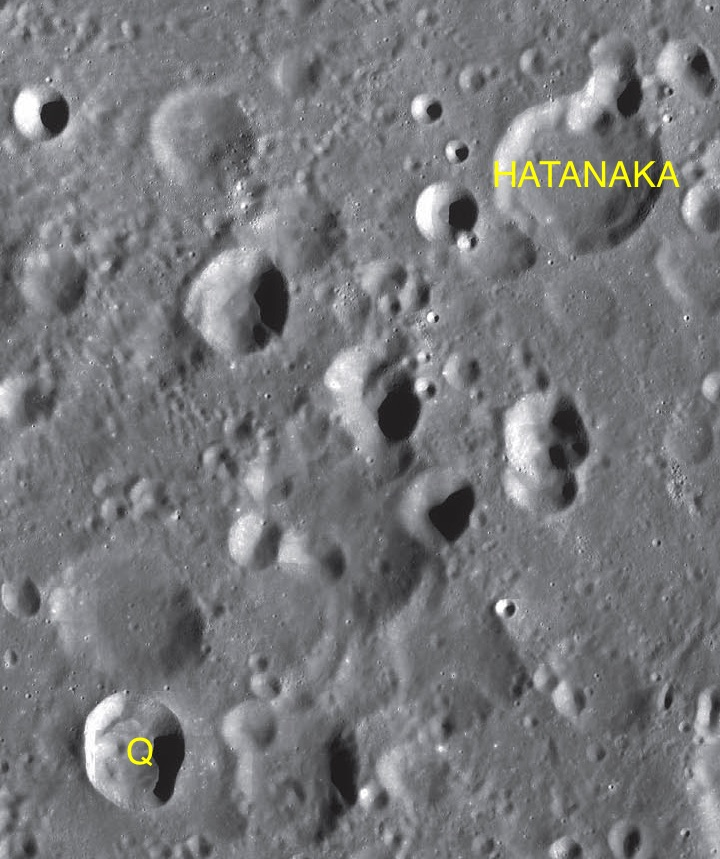
Hatanaka und sein Nebenkrater

Hatanaka hat einen mit Q bezeichneten Nebenkrater:
| Buchstabe | Position            | Durchmesser | Link |
| --------- | ------------------- | ----------- | ---- |
| Q         | 25,99° N, 124,66° W | 20 km       |      |

Der Krater wurde 1970 von der IAU offiziell nach dem japanischen Astronomen Hatanaka Takeo benannt.